# Rose Wild
Pour les articles homonymes, voir Wild.
Rose Wild, née le 18 juillet 1872 à Nancy et morte le 1er mars 1904 à Villey-le-Sec, est une peintre, dessinatrice et verrière française.
Elle est la seule femme artiste ayant appartenu au mouvement de l'École de Nancy, et est notamment connue pour ses collaborations avec Émile Gallé.

## Biographie

### Jeunesse et famille
Rose Régina Fernande Wild naît en 1872 à Nancy, 38, rue Saint-Nicolas, au domicile de ses parents, Jean Ulric (dit Marc) Wild, négociant, et Jeanne Hélène Dürst, mariés en 1869 à Paris,. Elle a une sœur aînée, née en 1870, et un frère cadet né en 1884 à Vandœuvre, où vit désormais la famille,. Dans les mois qui suivent, elle perd successivement sa mère, âgée de 34 ans, et son frère, quelques jours avant qu'il n'atteigne ses deux ans, en avril 1886. Les Wild résident alors 13, rue du Manège à Nancy.
Rose Wild descend d'une lignée de fabricants de chapeaux de paille. Son arrière-grand-père, Jean Balthazard Wild, un protestant originaire du canton de Glaris en Suisse, a établi sa fabrique rue Saint-Nicolas à Nancy en 1772,. L'un de ses fils, Jean Ulric, lui succède à l'âge de 17 ans et développe l'affaire à une échelle industrielle,. Après l'annexion de l'Alsace-Moselle en 1871, il se voit confier par la Suisse un poste de consul à Nancy, celui de Mulhouse ayant été supprimé. Un peu avant sa mort en 1884, la société est reprise par ses deux fils — le père et l'oncle de Rose Wild, Émile Engelhard Balthasard — sous le nom de Wild frères et Cie. Longtemps prospère, disposant de plusieurs succursales parisiennes, elle est déclarée en faillite en 1892.

### Formation
En 1888, Rose Wild entre à l'École régionale des beaux-arts de Nancy, dont le directeur Jules Larcher vient d'autoriser l'entrée des jeunes filles au sein de l'établissement,,,. Elle reçoit plusieurs récompenses pour des dessins qui ont pour thème la botanique, ainsi que les arts décoratifs — sous l'impulsion du maître verrier Jacques Gruber, enseignant à l'école à partir de 1893. Rose Wild est notamment : médaille de bronze en 1890 ; mention en 1891 ; 2e prix (dessin de figure d'après l'antique et d'après nature) et 3e prix (anatomie artistique et anatomie des plantes) en 1893 ; rappel de 1er prix (étude de la plante et stylisation) et 1er prix (composition décorative) en 1895,, etc.
En 1892, Rose Wild figure parmi les nombreux artistes à proposer des représentations de fleurs — des roses pour sa part — au Salon de Nancy. Elle achève sa formation en 1895. L'École des beaux-arts de Nancy prépare alors ses élèves femmes à devenir des artistes, mais aussi des professionnelles — enseignantes ou créatrices dans l'industrie. C'est cette seconde voie que choisit Rose Wild.

### Carrière

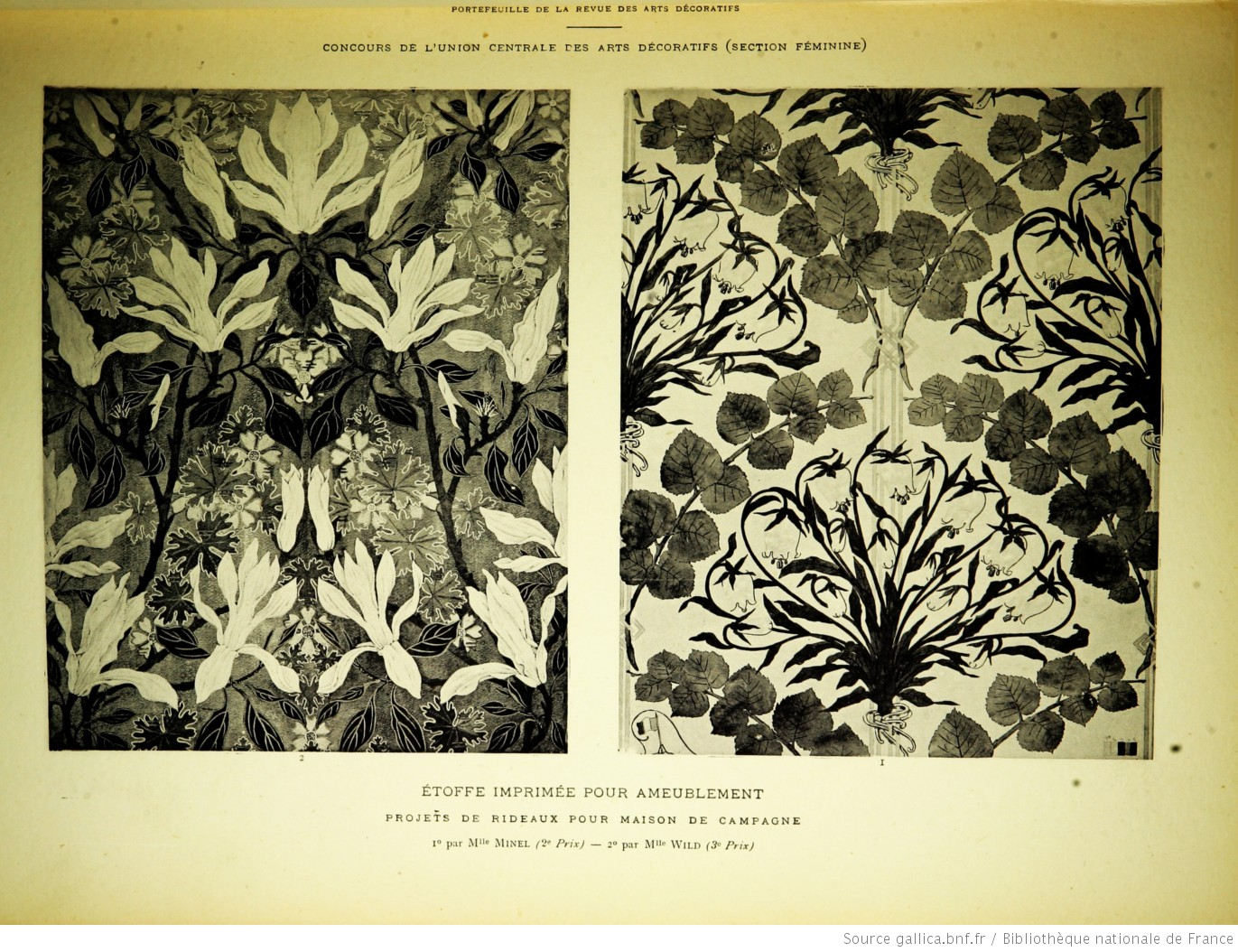
« Portefeuille de la Revue des arts décoratifs. Concours de l'Union centrale des arts décoratifs (section féminine). Étoffe imprimée pour ameublement. Projets de rideaux pour maison de campagne, 1er par (2e prix) – 2e par (3e prix) », planche hors-texte de la Revue des arts décoratifs, tome XVIII, 1898.

En 1896, Rose Wild expose une aquarelle de roses au Salon des artistes lorrains à Nancy. Elle est recrutée par les ateliers d’Émile Gallé vers 1898, pour préparer l'Exposition universelle de 1900. Seule femme à être admise chez Gallé, elle travaille notamment sous la direction de Louis Hestaux,. Cette même année, elle remporte un 3e prix au concours du comité des dames de l'Union centrale des arts décoratifs, sur le thème « Étoffe imprimée pour ameublement : projet de rideaux pour maison de campagne »,. En parallèle, elle réalise plusieurs peintures, en particulier des natures mortes.
En 1900, à l'issue de l'Exposition universelle, elle obtient une médaille de bronze dans la classe des vitraux et verreries,, tandis que Louis Hestaux remporte l'or. En 1902, l'Union centrale des arts décoratifs lui remet un premier prix et une médaille de vermeil, pour un tapis de table en peluche dégradée.
En mars 1903, les ateliers Gallé participent à l'exposition de l'École de Nancy, organisée par l'Union centrale des arts décoratifs, à Paris au pavillon de Marsan. Rose Wild y expose, en collaboration avec Émile Gallé, le vase Érable sycomore, . Cette pièce de verre, pour laquelle le procédé de la gravure à la roue a été remplacé par une gravure à l’acide — moins coûteuse —, illustre la préoccupation d'Émile Gallé de concilier davantage qualité et rentabilité. Le décor de branches d'érable se déploie depuis le col du vase jusqu’à sa base, respectant le principe d'adéquation entre la forme de l'objet et son ornement, cher au maître-verrier. Ce décor est par la suite reproduit sur une série d'autres vases aux formes plus simples, parfois au détriment de cette règle formelle.

### Disparition
Le 4 décembre 1903, Rose Wild disparaît. Un avis de recherche paru dans la presse indique qu'elle a quitté le domicile de son frère, rue Mably, et la décrit ainsi : « Âgée de trente ans, grande, mince, jolie fille ; en cheveux, robe grise rayée de noir. Elle avait déjà quelquefois donné des signes de dérangements cérébraux. ». Un autre entrefilet précise qu'elle vit rue du Manège et qu'elle porte des « pantoufles fourrées sans talon ».
Dans les semaines suivantes, Rose Wild est internée à la maison de santé Sainte-Anne à Laxou. Elle s'en échappe le 28 février 1904, avec l'intention de se suicider. Le jour suivant, elle est retrouvée à une quinzaine de kilomètres de là par M. Demange, un éclusier de la commune de Villey-le-Sec qui la recueille, hagarde. Elle refuse de donner son nom et affirme vouloir retourner à Sainte-Anne par la route de Toul. Mais le lendemain 1er mars, l'homme retrouve son corps flottant dans l'eau de la Moselle. Le décès est déclaré à cette date à la mairie de Villey-le-Sec,,. Le médecin-major du fort de Villey-le-Sec conclut à un « un accident ou un suicide » et exclut « toute idée de crime ».
À cette période, l'atelier Gallé connaît de graves difficultés financières et si Rose Wild a conservé son travail jusqu'à sa mort, son poste, ainsi que celui de ses collègues Louis Hestaux et Paul Nicolas, auraient pu être supprimés.
Un avis mortuaire paraît dans L'Est républicain le 4 mars. Les obsèques de Rose Wild sont célébrées au temple protestant de Nancy le lendemain matin et le pasteur Aquilas Cleisz prononce une allocution en sa mémoire. Elle est inhumée au cimetière du Sud. Le même jour, L'Est républicain relate le fait divers de sa mort, sans citer le nom de Rose Wild ni celui de ses proches.

## Œuvres
- Nancy :
  - École nationale supérieure d'art et de design : 12 travaux réalisés à l'École régionale des beaux-Arts de Nancy, 1891-1895[18].
  - Musée de l'École de Nancy :
    - Vase Érable sycomore dit « Rose Wild », 1903, verre multicouches, décor gravé à l’acide, H : 29,8 cm, base : 10,6 cm, ouverture : 11,5 cm, inv. 990.2.1, daté et signé en relief à la base « Rose Wild, 1903 et Gallé »[17],[46] ;
    - Attribué à Rose Wild, Étude de vase à décor de fleur de pommier, aquarelle et crayon graphite sur papier fort, inv. MOD 228[47].

- Localisation inconnue : cinq dessins au crayon, encre de Chine et aquarelle, Paris, hôtel Drouot, vente du 12 juin 2017[28].

Études de fleurs par Rose Wild, localisation inconnue
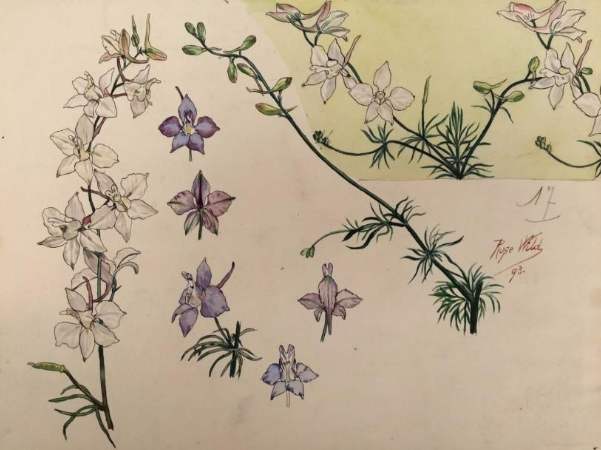
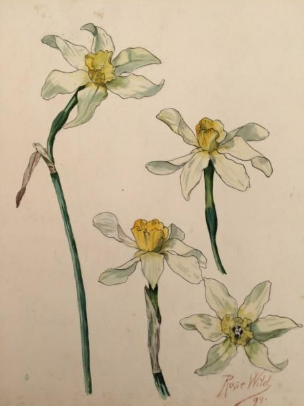
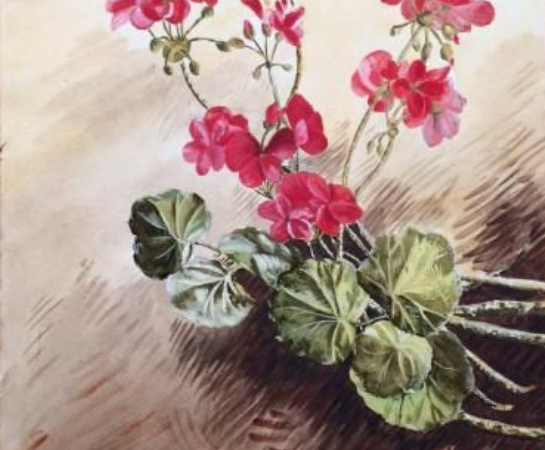

## Hommage
Début 2025, la station Garenne, sur la ligne T1 du nouveau trolleybus de Nancy, est rebaptisée « Garenne - Rose Wild ».